# Шлезвізькі плебісцити
Шле́звізькі плебісци́ти (нім. Volksabstimmung in Schleswig; дан. Genforeningen, «возз'єднання») — два плебісцити населення, які пройшли 10 лютого і 14 березня 1920 року на території прусського Шлезвігу щодо приналежності цього регіону Німеччині або Данії. Організовані силами країн Антанти після поразки Німеччини у Першій Світовій війні. Проводилися на підставі умов Версальського договору від 28 червня 1919 року (статті 100—115, секція XII), що передбачали визначення майбутнього дансько-німецького кордону у Шлезвігу. Відбувалися у присутності спостерігачів від Франції, Великої Британії, Норвегії та Швеції. За результатами плебісциту більшість мешканців Північного Шлезвігу (Зона І: Апенрадський, Гадерслебенський, Зондебурзький повіти, північні райони Тондернського і Фленсбурзького повітів) проголосували за входження до складу Данії (74.9 %, 75.431 особа), в той час як жителі Центрального Шлезвігу обрали залишитися у Німеччині (80.2 %, 51,742 особи). Відповідно до цих результатів 15 червня 1920 року Північний Шлезвіг увійшов до складу Данії й отримав назву Південна Ютландія. Волевиявлення населення великих міст (таких як Тондерн, Апенраде, Зондербург) і південних районів Північного Шлезвігу, які прагнули залишитися у Німеччині, були проігноровані. 1921 року остаточно визначився новий дансько-німецький кордон. Завдяки плебісциту Данія змогла повернути собі частину територій, які втратила після дансько-німецької війни 1864 року.

## Передісторія
Згідно з Празьким мирним договором від 23 серпня 1866 року Австрійська імперія поступилася герцогствами Шлезвіг і Гольшейн на користь Пруссії. Одна зі статей договору передбачала плебісцит населення у Північному Шлезвігу про приєднання до Данії або Пруссії, але цей пункт проігнорували, а через 12 років — скасували. Паралельно, 27 вересня 1866 року Прусія уклала іншу угоду із великим герцогом Петером Ольденбурзьким, за якою він зрікався своїх претензій на спадщину у Шлезвігу й Гольштейні за 1 мільйон талерів. 12 січня 1867 року Прусія об'єднала обидва герцогства, проголосивши створення Шлезвіг-Гольштинської провінції.

## Результати

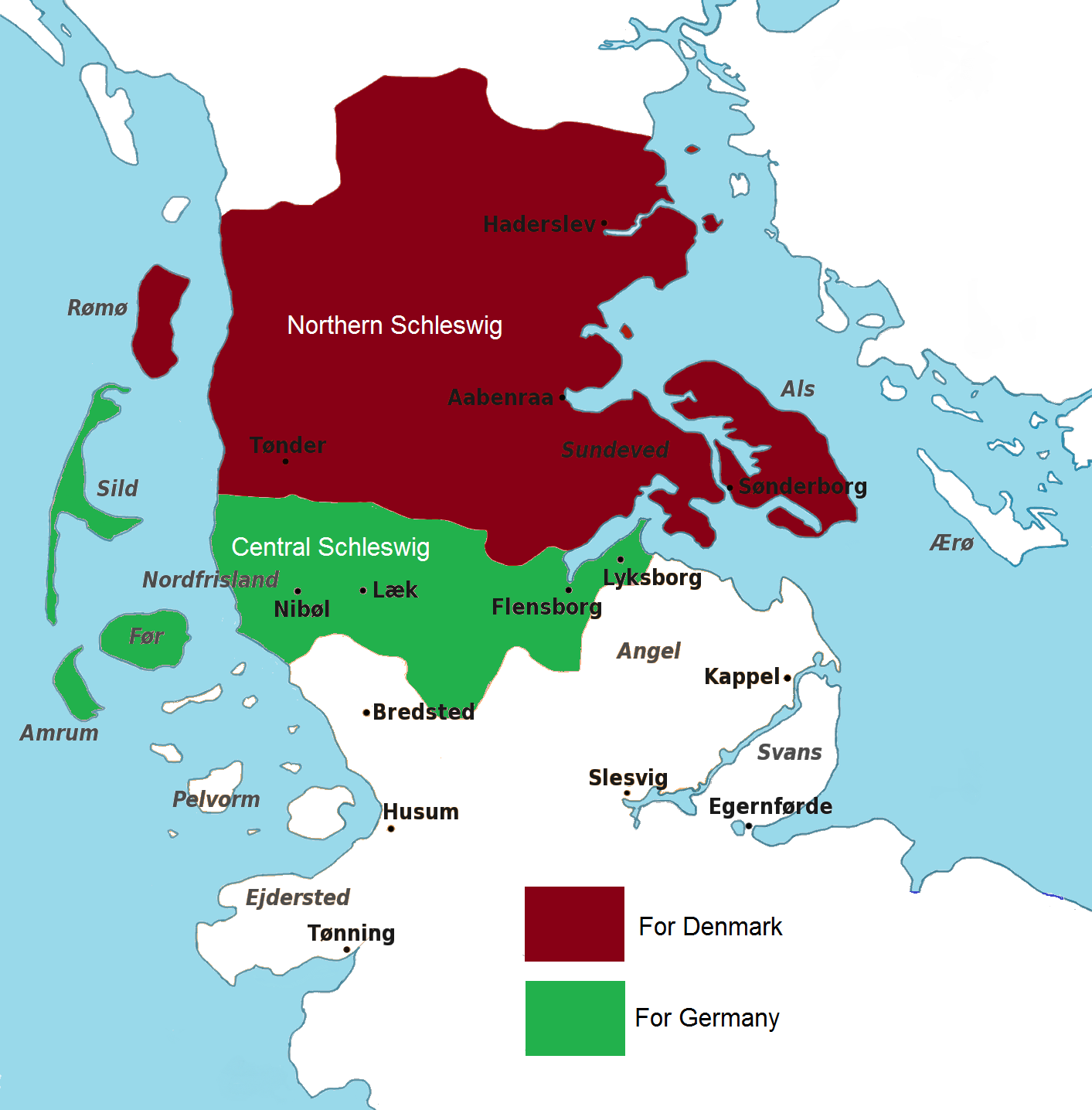
Результати (спрощено).

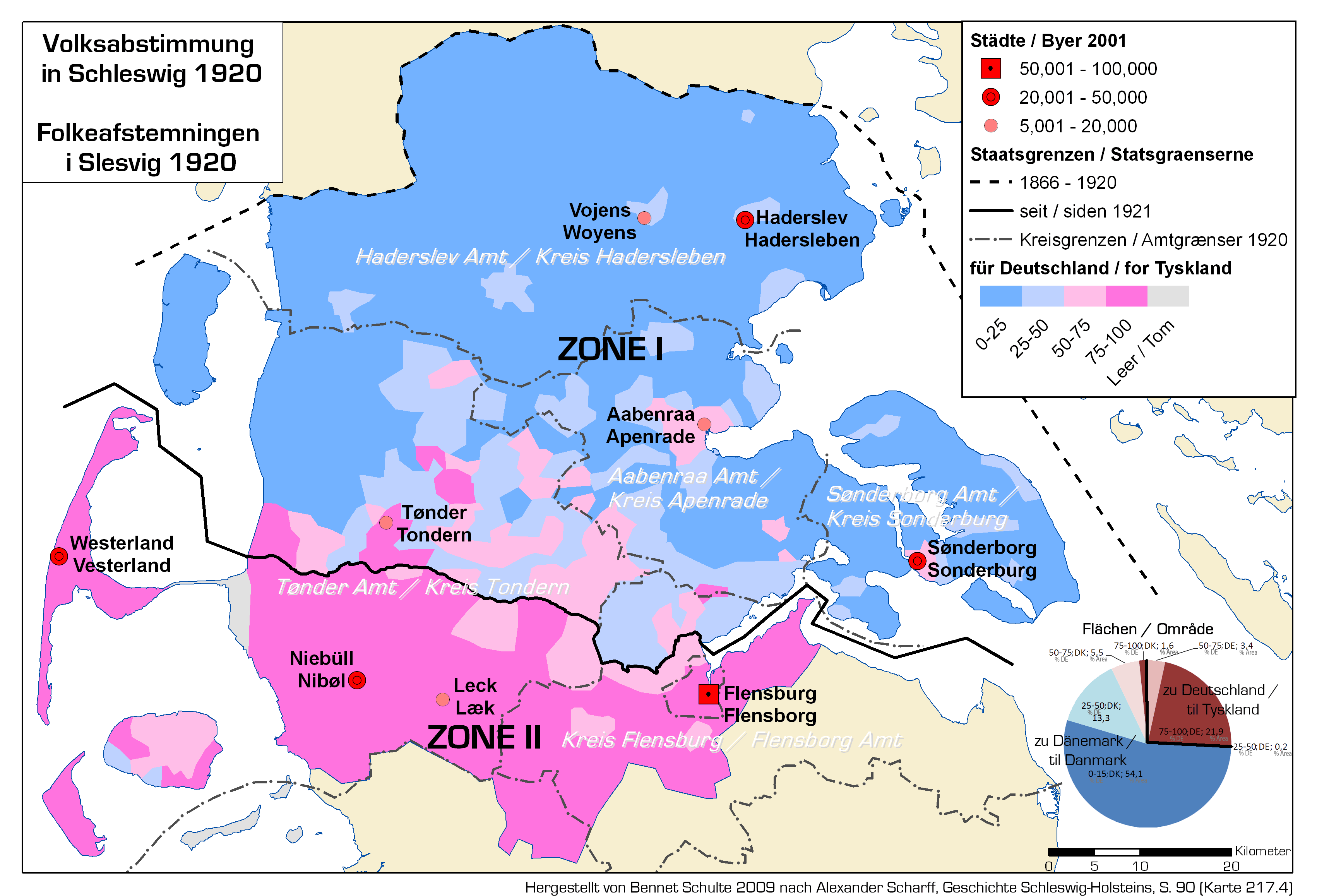
Результати у двох зонах.

Зона І. Результати за парафіями.

Згідно з роботою К. Альнора
| Округи                                         | Німецькою                                      | Данською                                       | За Німеччину | За Німеччину | За Данію | За Данію |
| Округи                                         | Німецькою                                      | Данською                                       | %            | голоси       | %        | голоси   |
|                                                |                                                |                                                |              |              |          |          |
| Зона I (Північний Шлезвіг), 10 лютого 1920     | Зона I (Північний Шлезвіг), 10 лютого 1920     | Зона I (Північний Шлезвіг), 10 лютого 1920     | 25.1 %       | 25,329       | 74.9 %   | 75,431   |
|                                                |                                                |                                                |              |              |          |          |
| Повіт                                          | Гадерслебен                                    | Гадерслев                                      | 16.0%        | 6,585        | 84.0%    | 34,653   |
| Місто                                          | Гадерслебен                                    | Гадерслев                                      | 38.6%        | 3,275        | 61.4%    | 5,209    |
|                                                |                                                |                                                |              |              |          |          |
| Повіт                                          | Апенраде                                       | Оберно                                         | 32.3%        | 6,030        | 67.7%    | 12,653   |
| Місто                                          | Апенраде                                       | Обенро                                         | 55.1%        | 2,725        | 44.9%    | 2,224    |
|                                                |                                                |                                                |              |              |          |          |
| Повіт                                          | Зондербург                                     | Сендерборг                                     | 22.9%        | 5,083        | 77.1%    | 17,100   |
| Містечко                                       | Зондербург                                     | Сендерборг                                     | 56.2%        | 2,601        | 43.8 %   | 2,029    |
| Містечко                                       | Августенбург                                   | Августенборг                                   | 48.0%        | 236          | 52.0%    | 256      |
|                                                |                                                |                                                |              |              |          |          |
| Північ повіту                                  | Тондерн                                        | Тендер                                         | 40.9%        | 7,083        | 59.1%    | 10,223   |
| Містечко                                       | Тондерн                                        | Тендер                                         | 76.5%        | 2,448        | 23.5%    | 750      |
| Містечко                                       | Гойєр                                          | Гейєр                                          | 72.6%        | 581          | 27.4%    | 219      |
| Містечко                                       | Люгумклостер                                   | Легумклостер                                   | 48.8%        | 516          | 51.2%    | 542      |
|                                                |                                                |                                                |              |              |          |          |
| Північ повіту                                  | Фленсбург                                      | Фленсборг                                      | 40.6%        | 548          | 59.4%    | 802      |
|                                                |                                                |                                                |              |              |          |          |
| Зона II (Центральний Шлезвіг), 14 березня 1920 | Зона II (Центральний Шлезвіг), 14 березня 1920 | Зона II (Центральний Шлезвіг), 14 березня 1920 | 80.2 %       | 51,742       | 19.8 %   | 12,800   |
|                                                |                                                |                                                |              |              |          |          |
| Південь повіту                                 | Тондерн                                        | Тендер                                         | 87.9%        | 17,283       | 12.1%    | 2,376    |
| Південь повіту                                 | Фленсбург                                      | Фленсбург                                      | 82.6%        | 6,688        | 17.4%    | 1,405    |
| Місто                                          | Фленсбург                                      | Фленсборг                                      | 75.2%        | 27,081       | 24.8%    | 8,944    |
| Північ повіту                                  | Гузум                                          | Гусум                                          | 90.0%        | 672          | 10.0%    | 75       |